# Śląsk Wrocław w europejskich pucharach sezon 1993/1994
Śląsk Wrocław w europejskich pucharach w sezonie 1993/1994 wystąpił w rozgrywkach Pucharu Europy (dzisiejsza Euroliga). Możliwość gry na europejskiej arenie dało Śląskowi mistrzostwo Polski zdobyte w sezonie 1992/93.

## Rezultat
Wrocławianie odpadli już w I rundzie, mierząc się z holenderskim Libertel Dolphins z Hertogenbosch. W pierwszym meczu, mimo 31 punktów Keitha Williams, Śląsk przegrał 82-87. W zespole rywali znakomite zawody rozegrał Edward Michael Vreeswyk, który rzucił dla Holendrów aż 41 "oczek", co dało połowę punktów wrocławian.
Rewanż rozegrano tydzień później i Śląsk przed własną publicznością pokonał rywali 85-83, ale nie awansowali, bo w dwumeczu lepsi byli rywale. Do pełni szczęścia zabrakło więc czterech punktów (167-170). Po pierwszej połowie Śląsk prowadził 43-35, mając awans w kieszeni. Jednak w drugiej części meczu rywale zmniejszyli straty i awansowali dalej. Najlepiej w Śląsku zagrała dwójka Zyskowski-Williams - w sumie zdobyli 45 punktów.

## Puchar Europy

### I runda
| 9 września 1993 | Libertel Dolphins | 87:82(42:36, 45:46) | Śląsk Wrocław | Hertogenbosch Widzów: 700 Sędzia: Bruno Gasperin (FRA), Eric De Neve (BEL) |
| 9 września 1993 | Pkt: Edward Vreeswyk 41, Ronald Schilp, Jos Kuipers 9 Zb: Edward Vreeswyk 8, Paul Vrind 7 Ast: Ronald Schilp 7, Wierd Goedee 4 | 87:82(42:36, 45:46) | Pkt: Keith Williams 31, Andrzej Wierzgacz 18, Jarosław Zyskowski 14 Zb: Keith Williams 8, Andrzej Wierzgacz 5, Dariusz Parzeński 4 Ast: Keith Williams 5 | Hertogenbosch Widzów: 700 Sędzia: Bruno Gasperin (FRA), Eric De Neve (BEL) |

| 16 września 1992 | Śląsk Wrocław | 85:83(43:35, 42:48) | Libertel Dolphins | Wrocław Widzów: 2 000 Sędzia: Michail Grigoriev (ROS), Peter Klingbiel (NIE) |
| 16 września 1992 | Pkt: Jarosław Zyskowski 23, Keith Williams 22, Robert Kościuk, Andrzej Wierzgacz 14 Zb: Jarosław Zyskowski 7, Dariusz Parzeński 5 Ast: Keith Williams, Robert Kościuk 4 | 85:83(43:35, 42:48) | Pkt: Edward Vreeswyk 20, Marcel Huijbens 16, Ronald Schilp, Jos Kuipers 14 Zb: Frank Ardon 5, Marcel Huijbens 4 Ast: Frank Ardon 2 | Wrocław Widzów: 2 000 Sędzia: Michail Grigoriev (ROS), Peter Klingbiel (NIE) |

#### Pozostałe mecze
- Danone Honved Budapeszt - Rabotnicki Skopje (I mecz: 61-73, II: 74-79)
- RTI Mińsk - Universitatea Cluj (94-74, 108-71)
- Kotkan TP - Broceni Ryga (92-110, 98-93)
- Bayer Leverkusen - SC Keflavik (130-100, 126-91)
- PAOK Saloniki - AEK Larnaka (104-61, 107-69)
- KK Olimpija - Żalgiris Kowno (74-80, 103-89)
- Budiwelnik Kijów - Guildford Kings (58-84, 85-85)
- Erpet Praga - BBC Residence Walferdange (94-67, 86-63)
- Suba St. Polten - Vllaznia Shkoder (94-60, 78-70)
- KK Olimpija - CSKA Moskwa (65-85, 89-62)
- SL Benfica - Hapoel Tel Awiw (75-83, 87-67)
- Żalgiris Kowno - SC Keflavik (128-98, 124-64)
- Achilleas Nikozja - Lewski Sofia (91-109, 83-69)